# Amphitheater der Colonia Ulpia Traiana

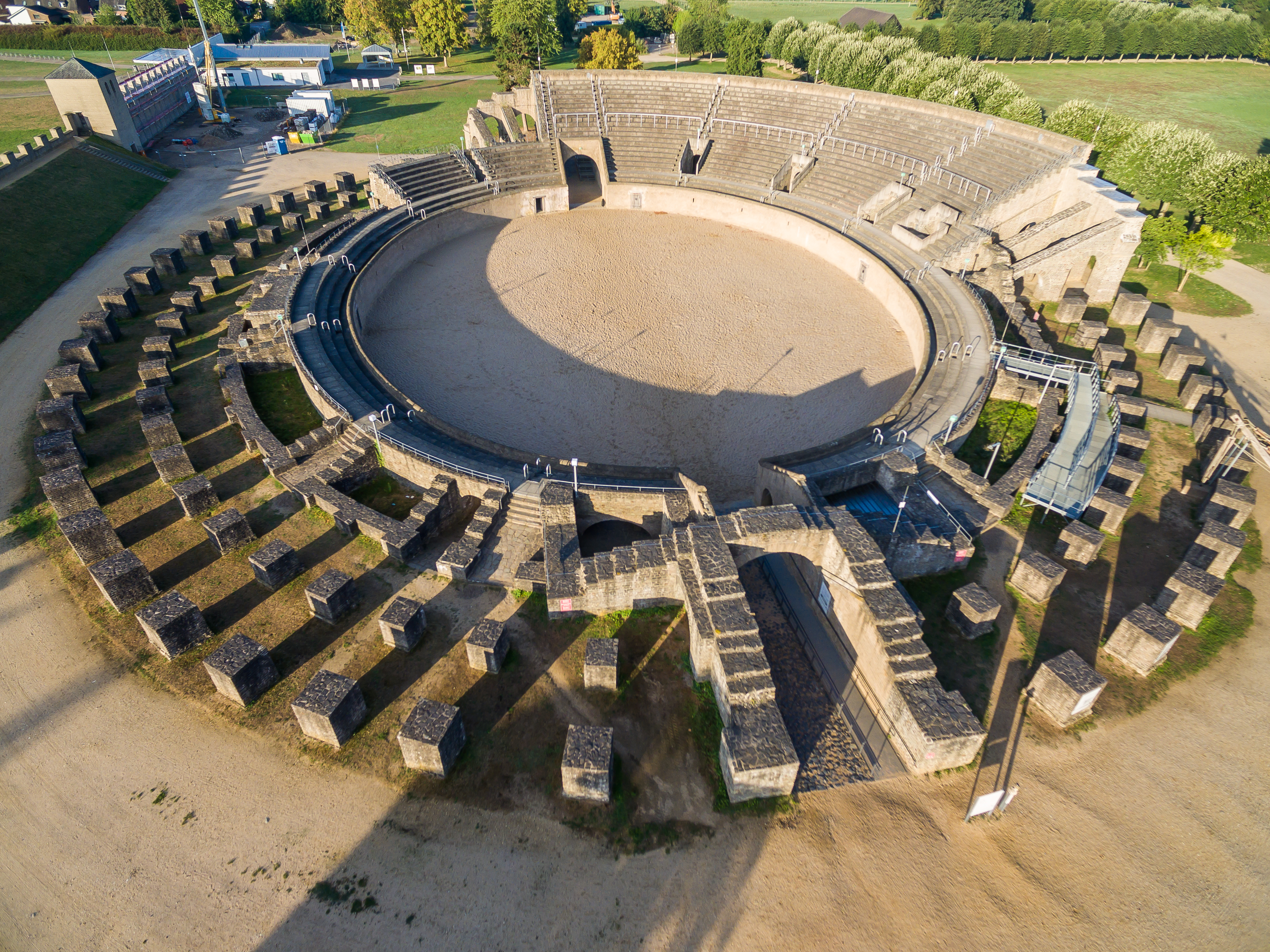
Teilweise rekonstruiertes Amphitheater der Colonia Ulpia Traiana im Archäologischen Park Xanten

Das Amphitheater der Colonia Ulpia Traiana war ein typisches aus Stein gebautes Rundtheater, das eine größere Stadt wie die römische Colonia Ulpia Traiana im zweiten Jahrhundert n. Chr. haben musste. Es war die größte Veranstaltungsstätte der antiken Vorgängerstadt des heutigen nordrhein-westfälischen Xanten, besaß eine ovale Arena und fasste bis zu 10.000 Menschen.

## Zweck und Lage

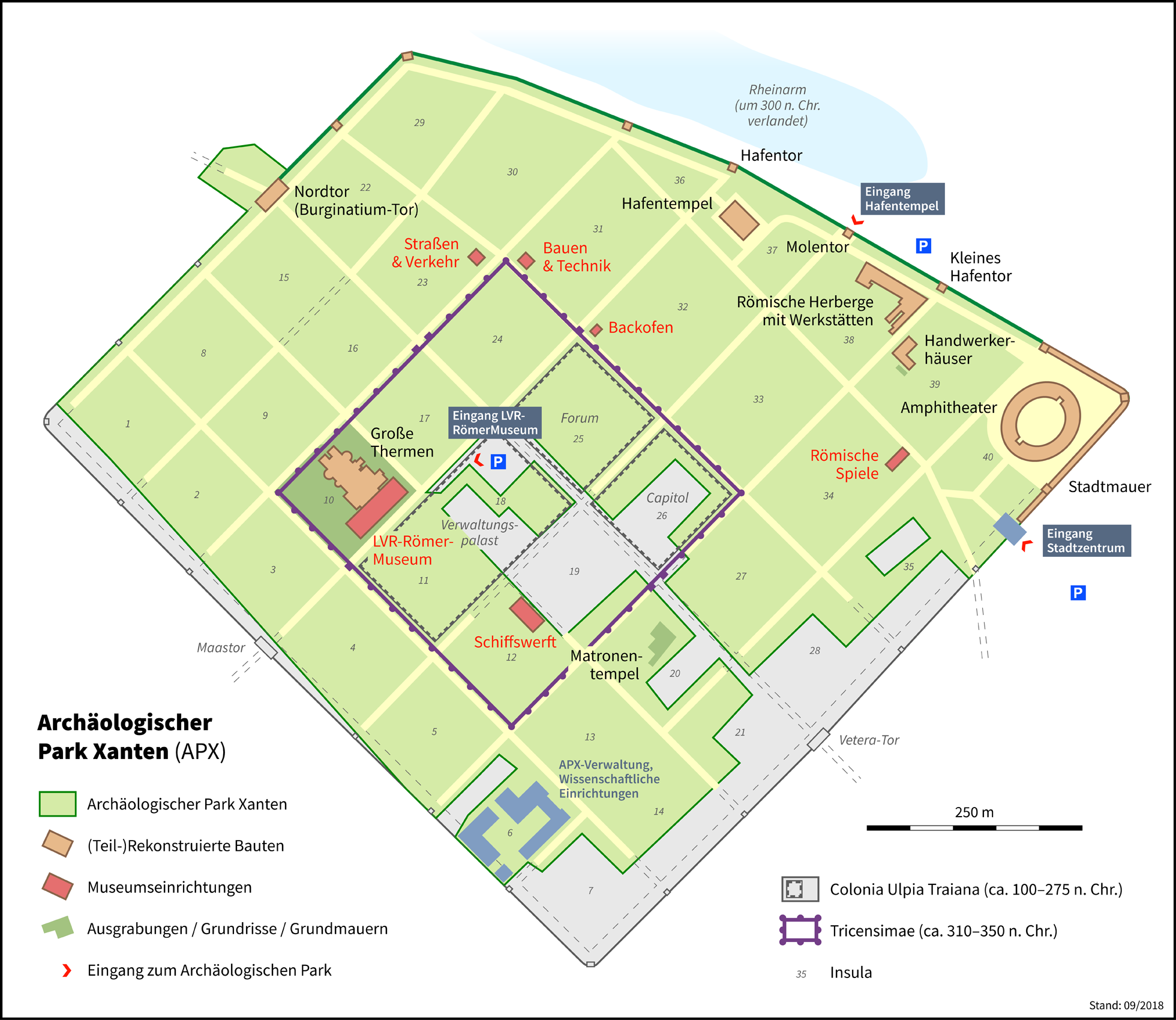
Lage des rekonstruierten Amphitheaters im APX, Stand 2018

Amphitheater gehörten zu den charakteristischen Bauwerken einer römischen Stadt und deckten ein breites Spektrum an Freizeitgestaltung für deren Bewohner ab.

„Öffentliche Großveranstaltungen wie die Kämpfe im Amphitheater und die Wagenrennen im Circus waren die mit Abstand populärste Unterhaltung für große Teile der Bevölkerung. Die großen Amphitheater in Rom und den Provinzen waren regelmäßig bis auf den letzten Platz gefüllt, wenn Menschen und Tiere in der Arena auf Leben und Tod kämpften. Selbst Kaiser wie Marc Aurel, die die grausamen Vorführungen verachteten, sahen sich genötigt, ihrer Pflicht als Ausrichter der ‚Spiele‘ nachzukommen.“

Bereits vor der Gründung der Colonia Ulpia Traiana befand sich in direkter Nähe, bei dem Legionslager Vetera, ein solches Bauwerk, das Mitte des 1. Jahrhunderts n. Chr. errichtete Amphitheater von Birten. Etwa zur Zeit der Stadtgründung der Colonia um das Jahr 100 wurde auch sofort ein Amphitheater innerhalb der neuen Stadtmauern angelegt. Anfangs war es nur eine hölzerne Anlage auf einem Erdwall. Erst gegen Ende des 2. Jahrhunderts wurde es durch einen komplett aus Stein errichteten Neubau ersetzt. Das Amphitheater lag, wie für solche Anlagen üblich, in einem Randbezirk der Siedlung, nämlich ganz in der Ecke auf der östlichsten Insula des Stadtgebietes. Das Areal im Umfeld war nicht bebaut, um den Zutritt der großen Besucherzahlen in die Anlage zu ermöglichen.

## Ausgrabung und Rekonstruktion
Das Amphitheater hatte in der Längsachse einen Durchmesser von 99 m; die Außenmauer dürfte eine Höhe von mehr als 10 m erreicht haben. Von dem aufgehenden Mauerwerk ist aufgrund von Steinraub bei den ersten Ausgrabungen zwar kaum noch etwas erhalten gewesen, die Fundamente aus Grauwacke waren aber noch vorhanden.
Bereits in den 1930er Jahren wurden weite Teile des Amphitheaters der CUT großflächig aufgedeckt. Dabei fanden sich neben den Fundamenten des Mauerwerks auch Spuren der hölzernen Konstruktionen unterhalb der Arena. Die Dokumentation der damaligen Grabungen ist leider nur unvollständig erhalten.
Im Innenraum der Arena wird der bereits damals freigelegte Holzkeller seit dem Frühjahr 2018 erneut aufgedeckt. Neben anderen Fragen zur Befundrekonstruktion soll geklärt werden, ob die bei den damaligen Grabungen freigelegten Holzreste in situ zurückgelassen wurden und ob die massiven Steingewichte für den Betrieb von Fahrstühlen, die in der damaligen Dokumentation erwähnt sind, wieder vor Ort in die Füllung der alten Grabungsflächen gelangten. Die Grabungsleitung hat Martin Müller.
Nach der Ausgrabung der 1930er Jahre wurden die noch vorhandenen Befunde wohl an ihrem Platz belassen, mit Ausnahme dreier Grauwacken, die neben der Anlage aufgestellt wurden. Der Rest des Fundaments blieb an Ort und Stelle und diente als Basis für die Teilrekonstruktion des Bauwerkes im Archäologischen Park Xanten.

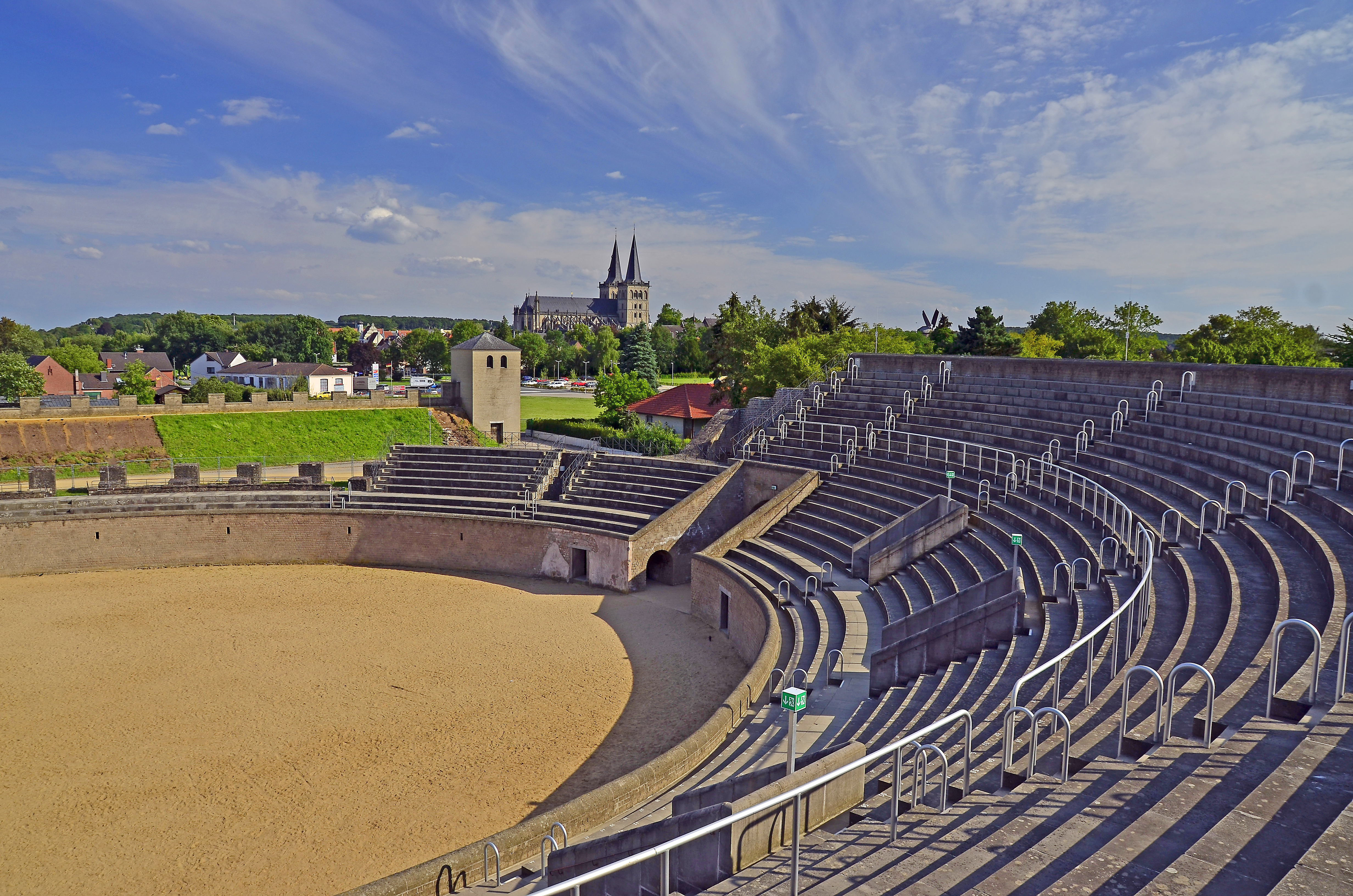
Blick über die rekonstruierten Ränge der Arena auf das moderne Xanten
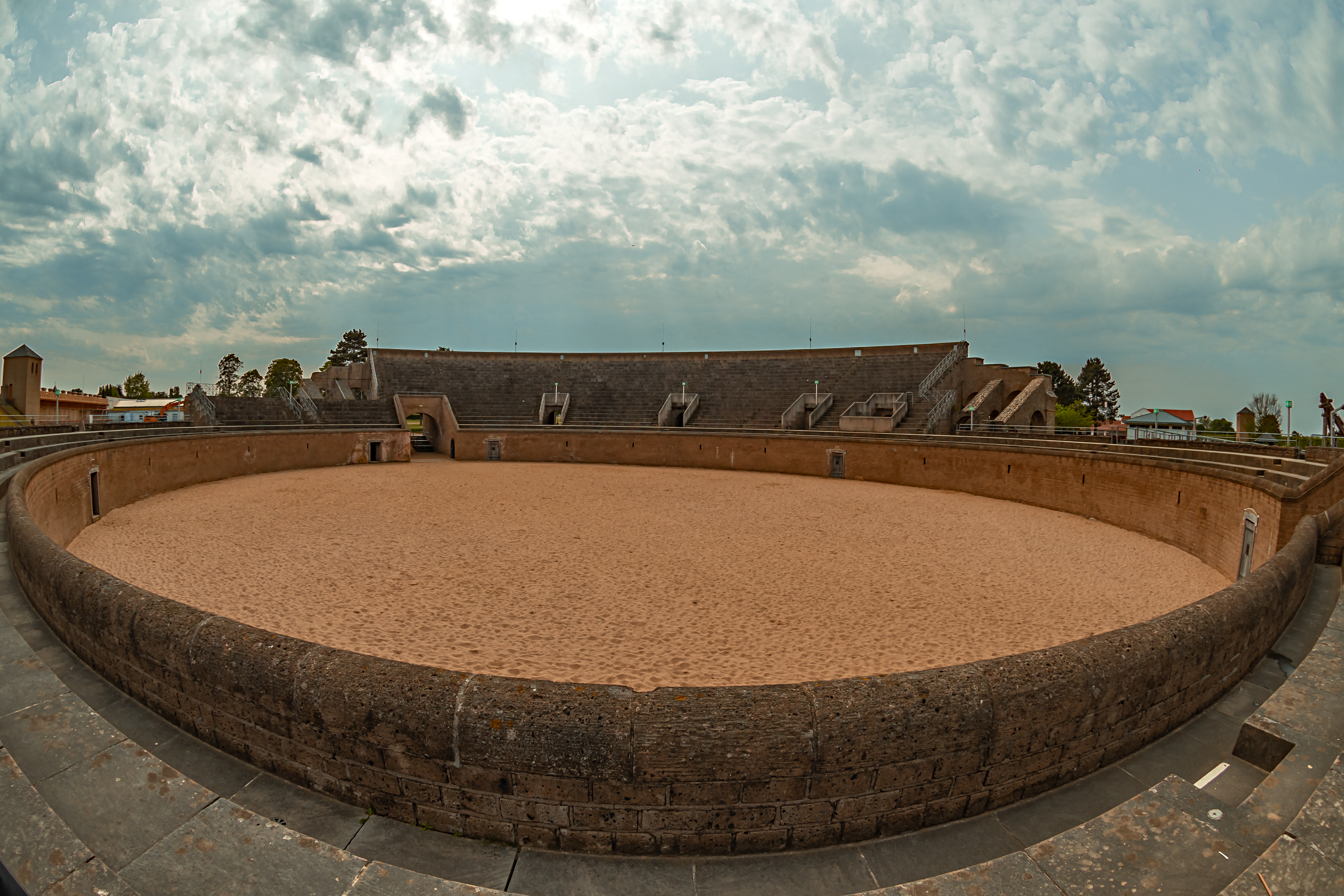
Blick in die rekonstruierte Arena über die Ränge
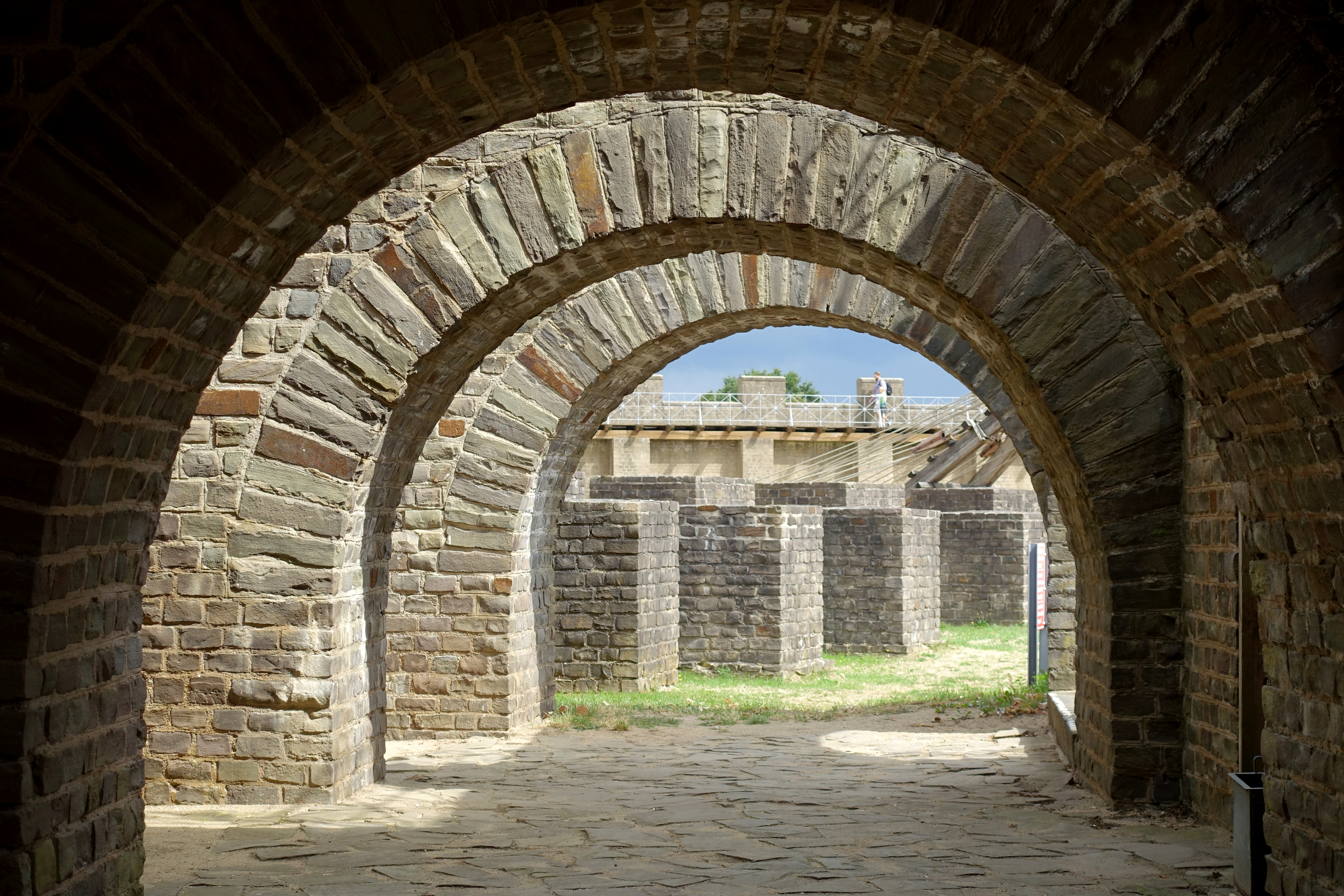
Innerer Umgang unter den Rängen des rekonstruierten Amphitheaters
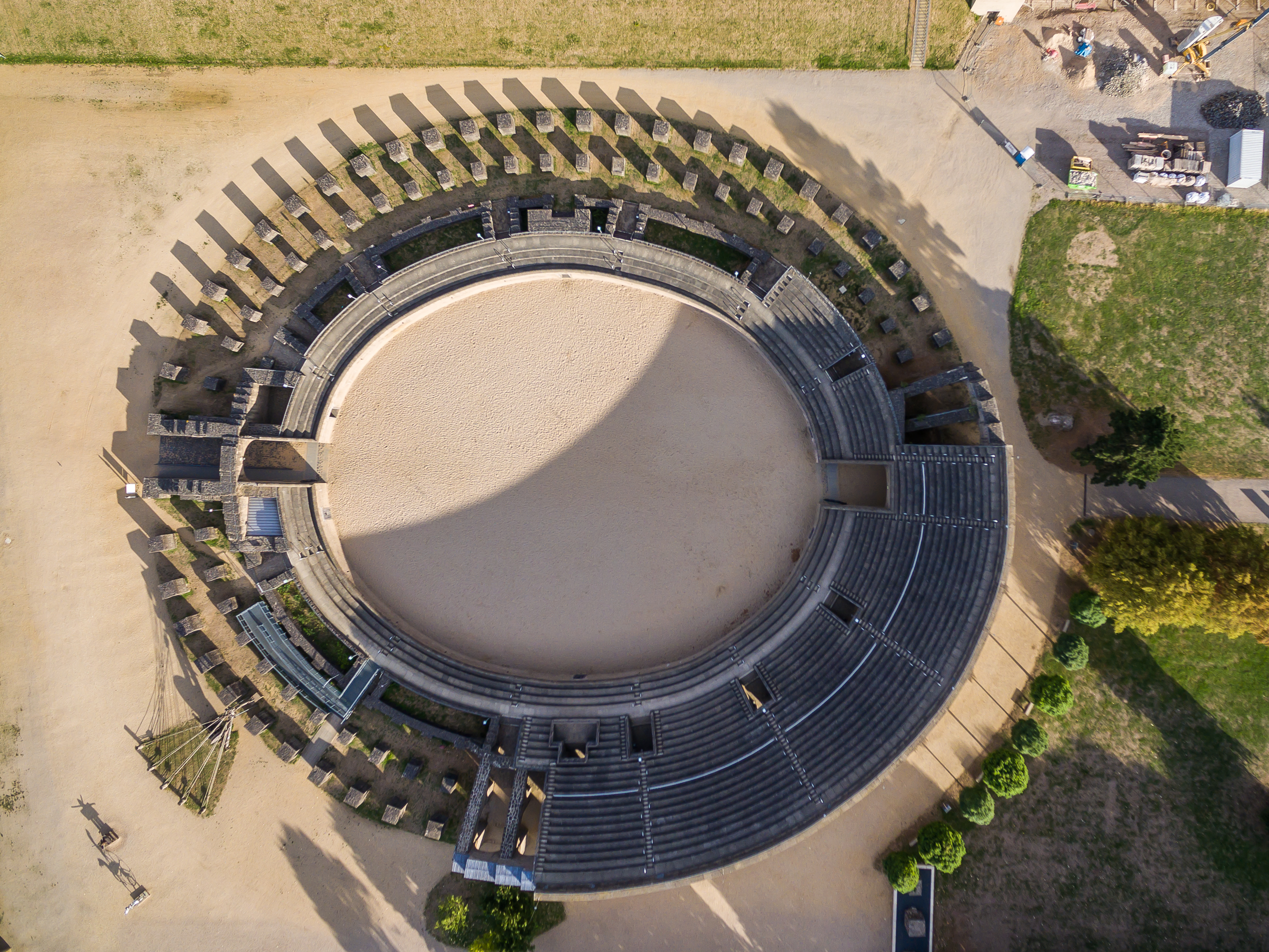
Luftbild der Teilrekonstruktion
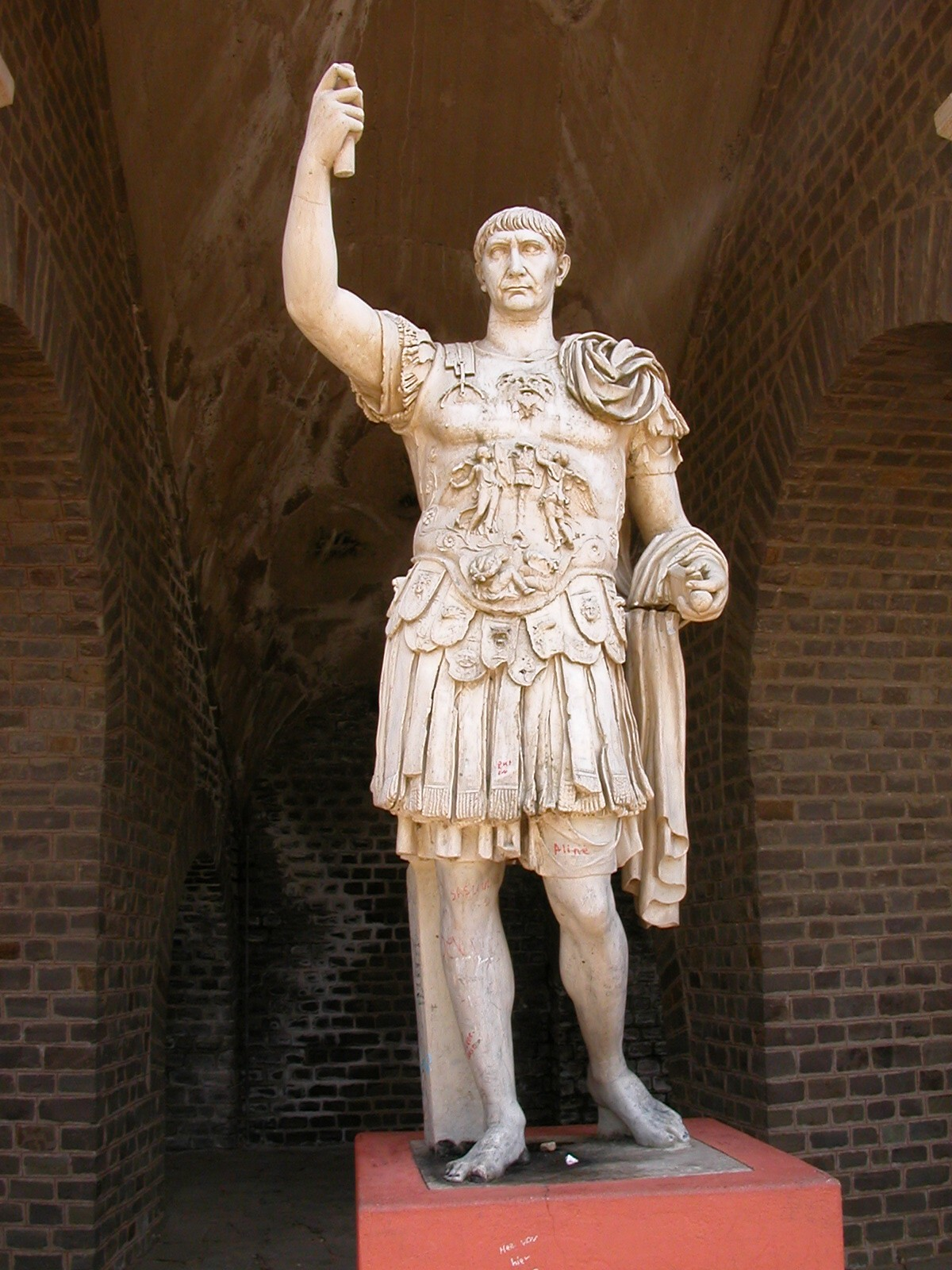
Statue des Kaisers Trajan im rekonstruierten Bauwerk
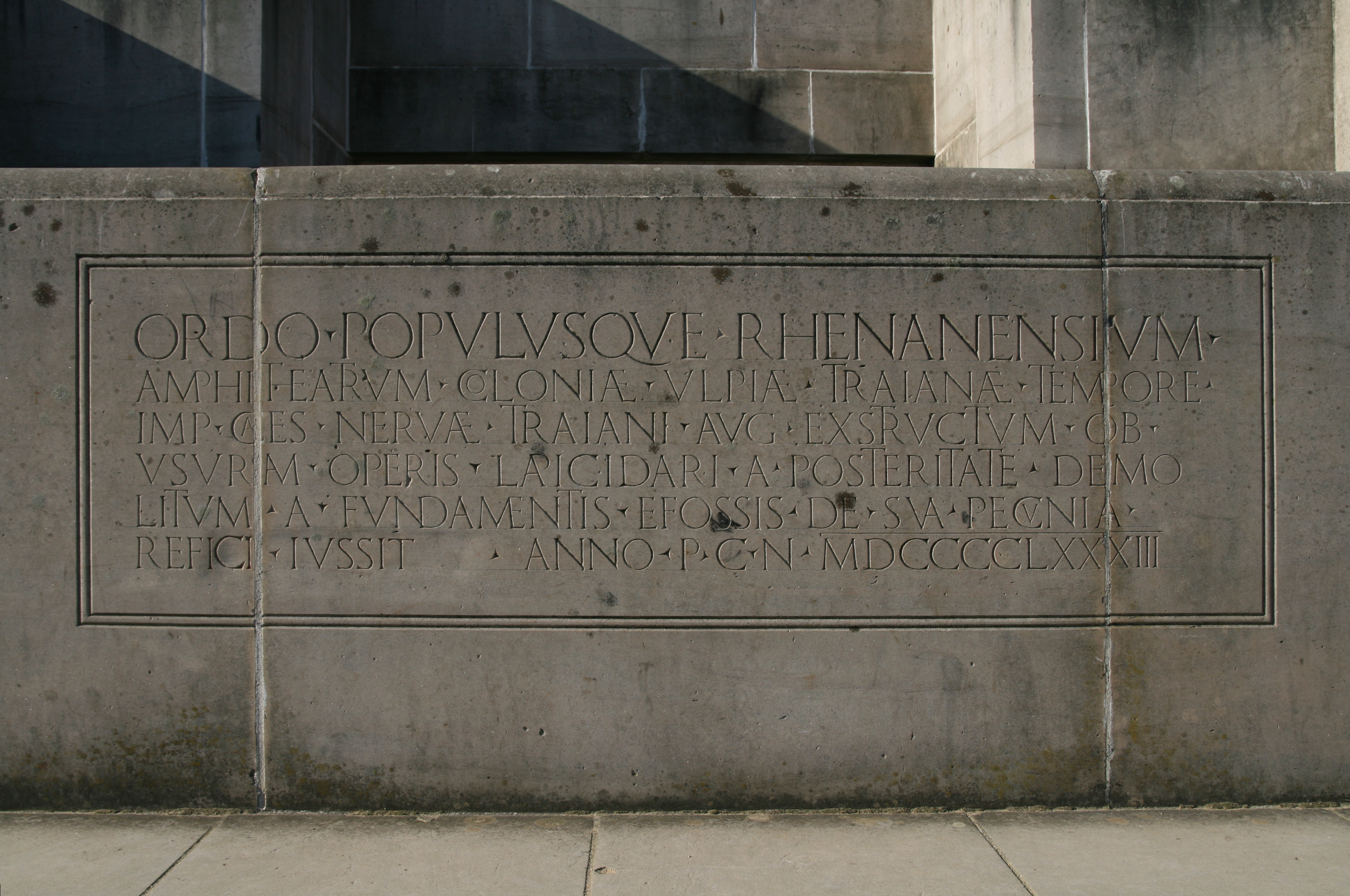
Lateinische Inschrift aus dem Jahr 1983 über die Teilrekonstruktion des antiken Baus

## Heutige Verwendung

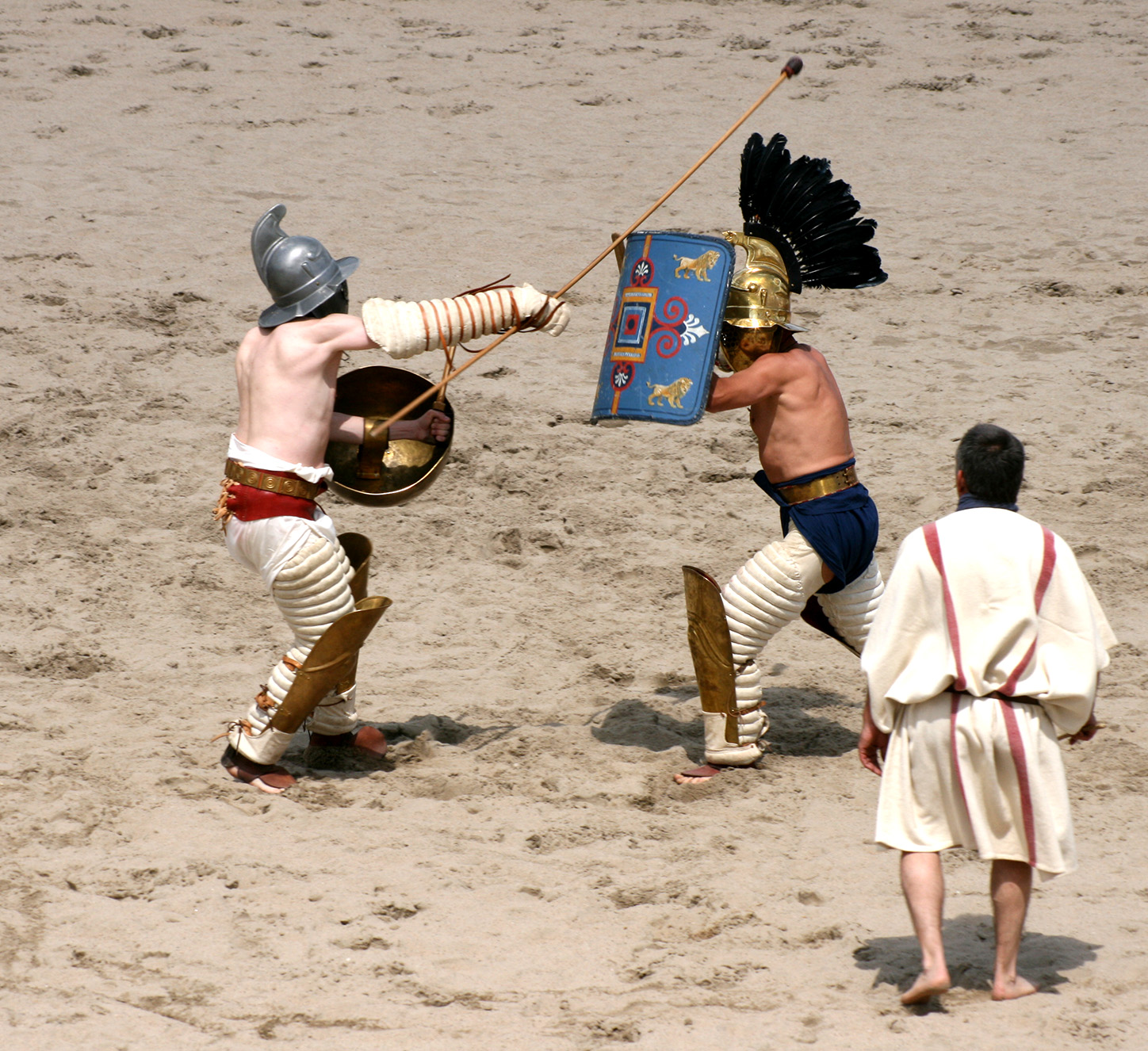
Römertage 2012, Schaukampf zweier Gladiatoren

Heute finden im rekonstruierten Amphitheater wieder regelmäßig Veranstaltungen statt. Bei den Xantener Sommerfestspielen mit Opern, Operetten und Musicals traten bis 2012 internationale Künstlerinnen und Künstler auf. Auch Rockgrößen nutzen den besonderen Charme und die gute Akustik der Arena für Open-Air-Konzerte.
Ein besonderes Ereignis sind die Gladiatorenspiele beim großen Römerfest „Schwerter, Brot und Spiele“ im APX. Sie werden von einem der führenden Historiker auf dem Gebiet der Gladiatur geleitet und zeigen abseits der gängigen Hollywood-Klischees, aber durchaus packend und eindrücklich, wie die unterschiedlichen Gladiatoren mit welcher Ausrüstung und nach welchen Regeln kämpften. Darüber hinaus bieten die „Römischen Wochenenden“ einige Termine im Sommer, an denen römische Gladiatoren ihre originalgetreu gefertigte Ausrüstung vorführen und zu Übungszwecken auch einmal die Klingen kreuzen.
Das Römerfest im Jahre 2018 brachte mit 26.000 Besuchern einen neuen Zuschauerrekord.

„Das Römerfest in Xanten ist zwar ein großes Spektakel – mit Gladiatorenkämpfen, Reiterstaffeln und Legionärs-Paraden – aber gleichzeitig eine ernste und ernstzunehmende Angelegenheit. Es geht um Authentizität statt kreativer Interpretation der Geschichte, um originalgetreue Darstellungen und um Wissensvermittlung, schließlich ist der APX ein Museum. ‚Was hier vorgeführt wird, muss auch wirklich römisch sein‘ sagt Sebastian Held, der selbst Archäologe und beim Park für die Öffentlichkeitsarbeit zuständig ist.“